# Le Garçon qui venait de la mer
Pour plus de détails, voir Fiche technique et Distribution.
Le Garçon qui venait de la mer (The Thirteenth Year) est un téléfilm américain réalisé par Duwayne Dunham, diffusé en 1999 sur Disney Channel.
C'est dans ce film qu'apparaît pour la première fois l'actrice Kristen Stewart, dans un rôle de figuration.

## Synopsis
À son treizième anniversaire, des écailles apparaissent sur le corps de Cody qui apprend alors que sa mère est une sirène.

## Fiche technique
- Titre : Le Garçon qui venait de la mer
- Titre original : The Thirteenth Year
- Réalisation : Duwayne Dunham
- Scénario : Jenny Arata, Robert L. Baird et Kelly Senecal
- Musique : Phil Marshall
- Photographie : Michael Slovis
- Montage : Brian Berdan
- Production : Thom Colwell
- Société de production : Dream City Films, Mike Jacobs Jr. Productions et Utica Productions
- Société de distribution : Buena Vista Television
- Pays :  États-Unis
- Genre : Comédie, fantastique
- Durée : 95 minutes
- Première diffusion : 
  - États-Unis : 15 mai 1999

## Distribution
- Chez Starbuck (VF : Janieck Blanc) : Cody Griffin
- Dave Coulier (VF : Nicolas Marié) : Whit Griffin
- Lisa Stahl (en) (VF : Brigitte Berges) : Sharon Griffin
- Justin Jon Ross : Jess Wheatley
- Courtnee Draper (VF : Noémie Orphelin) : Sam
- Tim Redwine (VF : Alexandre Aubry) : Sean Marshall
- Brian Haley (en) : le coach
- Brent Briscoe (VF : Sylvain Lemarié) : John « Big John » Wheatley
- Karen Maruyama : Mme Nelson
- Regan Burns : Joe
- Joel McKinnon Miller : Hal

Source VF : carton du doublage français.

## Distinctions
En juin 2011, Stephan Lee pour Entertainment Weekly qualifie le film de « conte réconfortant et un peu effrayant ».